# 長野県道508号上松南木曽線
長野県道508号上松南木曽線（ながのけんどう508ごう あげまつなぎそせん）は、長野県木曽郡上松町から南木曽町を通る一般県道。2009年（平成21年）2月12日に認定された長野県で最も新しい県道でもある。

## 概要

長野県道508号上松南木曽線、木曽郡上松町上条にて

県道指定された上松町から南木曽町にかけては、木曽川左岸の国道19号が唯一の幹線道路であり生活道路でもある。高速道路が並行しないこの地域では、国道19号は「木曽高速」と呼ばれるほど大型トラックなどの交通が激しく、交通事故等により国道19号が全面通行止めになった際には大回りな迂回を余儀なくされており、住民の生活に大きな影響を与えていた。その問題を解消するために木曽川右岸道路が整備されるとともに県道昇格の要望が高く、2009年（平成21年）に木曽川右岸道路の南部ルートの大半が県道へと指定されることとなった。木曽川右岸道路の計画区間として、2010年（平成22年）度から整備を進められていた、上松町登玉 - 大桑村和村間が2020年（令和2年）12月24日に開通した。

### 路線データ
- 起点：木曽郡上松町
- 終点：木曽郡南木曽町

## トンネル
- ねざめトンネル - 2002年に完成。2022年までに全長1774mのうち334mの区間でコンクリートの巻立厚が不足している施工不良が発覚し、2023年から補修工事が行われる予定[2]。
- かくれ滝トンネル - 2003年完成。全長482m。
- 倉本トンネル - 2003年完成。全長1215m。

## 交差・接続する道路
- 長野県道473号上松御岳線

## 周辺

寝覚の床

- 寝覚の床
- 下河原公園
- IHIターボ 木曽第二工場